# NeoRAGEx
NeoRAGEx es un emulador para Windows, un programa de línea de comandos de DOS basado en la emulación del Sistema Neo-Geo (AES y MVS), del género multiplataforma, que emula principalmente los juegos de la consola del Neo-Geo. Su nombre original del software es NeoGeo Real Arcade Game Emulator (Emulador de Juegos Arcade de la consola Neo-Geo), cuyo acrónimo pasó a ser más conocido como el NeoRAGE.
El NeoRAGE original fue el primer emulador de Neo-Geo disponible y era capaz de ejecutar la mayoría de los juegos (con excepción de King of Fighters '99 y posteriores) a 60 fps en una PC Pentium 200 MMX con 32 MB de RAM. NeoRAGEx utiliza la biblioteca de emulación 680x0 Starscream como núcleo de la CPU.

## Descripción
NeoRAGEx fue una aplicación de 32-bit para Windows que emulaba el sistema NEO-GEO casi por completo, añade una interfaz gráfica atractiva, soporte de sonido para juegos y muchas más características, como una herramienta de volcado de pantalla. En tan solo unas pocas versiones los desarrolladores han creado un excelente emulador de Neo-Geo, que serviría como la base sobre la que muchos otros emuladores de Neo-Geo se han basado e inspirado (como Nebula y Kawaks). Una característica única de NeoRAGEx es que fue capaz de ejecutar la mayoría de los dumps, sin contar con el apoyo específico o "driver" agrega a ello, como otros emuladores como MAME, Nebula y Kawaks requieren. O sea que no necesitaba el agregado de un driver para cada juego específico para que funcionara, solo se colocaba el rom y se ejecutaba de manera simple.
Como el desarrollo de NeoRAGEx era lento, se llegó a un punto que el emulador no se ejecutaba en Windows XP, los miembros de la comunidad de emulación comenzaron a trabajar en versiones hackeadas, en primer lugar, la adición de soporte para ejecutar en Windows XP y luego añadir los más recientes juegos a la lista de juegos.
Sin ningún tipo de actualizaciones y sin la liberación del código fuente original, el emulador fue finalmente sustituida por nuevos emuladores de Neo-Geo.

## Historia de su desarrollo
El primer emulador de Neo-Geo era NeoGekko, un emulador de prueba lanzado en junio de 1998 que emulaba Nam 1975, pero lamentablemente se suspendió por posibles amenazas legales por parte de SNK Corporation.
Desde la desaparición de NeoGekko, Anders Nilsson y Janne Korpela (de la fama RAGE) dio a conocer un nuevo emulador de NeoGeo llamada NeoRAGE (NeoGeo Real Arcade Game Emulator o Real Emulador de Juegos Arcade en español), segunda versión jugable, pero el primer NeoGeo arcade video game emulator. Como resultado, las personas con muchos recursos comienzan a dumpear los "ROM" de NeoGeo tan rápido como ellos pueden obtener sus manos sobre ellos, que solo añade leña al fuego de la campaña de IDSA. NeoRage es otro presagio de cosas por venir, ya que el NeoGeo es muy popular y aún en la producción comercial. Como resultado, muchos en el mundo de la emulación, una nueva generación de emuladores de videojuegos se vislumbra en el horizonte. 
Más tarde fue actualizado y reemplazado por NeoRAGEx, la versión de DirectX de NeoRAGE publicado por los mismos autores. La última actualización del emulador NeoRAGEx fue la versión 0.6b, lanzado el 17 de junio de 1999.
Aunque el desarrollo oficial se ha detenido, hay muchas versiones diferentes realizados por fanes, desarrolladores y terceras partes, como "SNK Neo-Fighters", un grupo brasileño que creó NeoRage 5.2x, que corre casi todos los juegos liberados de MVS.

## Funcionamiento
Algunas características principales de este emulador son:
- El sistema de NeoRAGEx emula los videojuegos a partir de archivos Imagen ROM contenida en éste. La particularidad de Neoragex, es que posee la capacidad de ejecutar un conjunto de estas imágenes en formato comprimido (zip), ahorrándose así espacio en el disco duro.
- Búsqueda automática de ROMs, indicando el directorio que se encuentren.
- Registro de puntuaciones máximas, partidas, sonidos, shots, etc.
- Detección de teclado y joystick compatibles desde Windows 9x.
- Innumerables opciones gráficas: como profundidad, píxeles, interpolación gráfica, regulador de frames, etc.
- Configuración de sonidos: volumen, bitrate, número de dB, Hz, mono y estéreo.